# Campbeltown

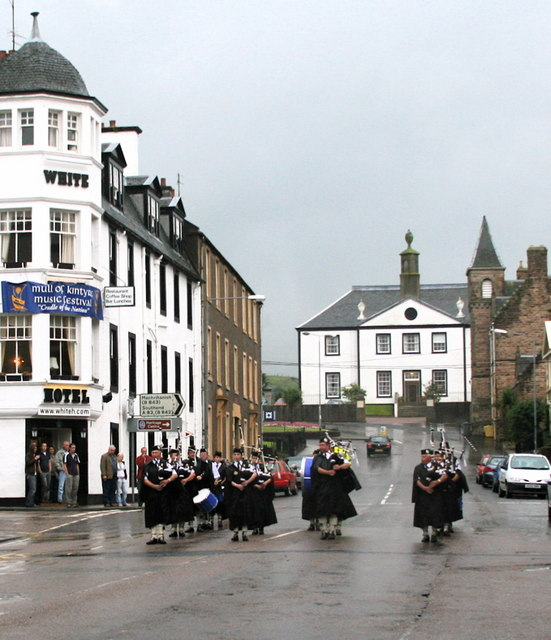
Den lokala säckpipskåren på Main Street under en musikfestival (augusti 2006). Campbeltown Pipe Band är känt för sin medverkan på Wings Mull of Kintyre.

Campbeltown [ˈkæmbəltən] (fil) (skotsk gaeliska: Ceann Loch Chille Chiarain eller Ceann Locha) är en stad och förutvarande royal burgh i kommunen/ståthållarskapet Argyll and Bute i Skottland. Orten är belägen vid Campbeltown Loch på Kintyrehalvön och har cirka 5 000 invånare. Staden hette ursprungligen Kinlochkilkerran (angliserad gaeliska, ’vikens huvud vid Ciaráns kyrka’), men fick på 1600-talet namnet Campbell’s Town efter Archibald Campbell (Earl of Argyle) som 1667 förlänades området. Campbeltown utvecklades till ett betydande centrum för skeppsbyggnad och skotsk whisky med en välanvänd fiskehamn.

## Whisky
Campbeltown – med dess Campbeltown single malts – är en av Skottlands whiskyregioner. En gång i tiden hade staden 34 destillerier och kallade sig ”the whisky capital of the world” (världens whiskyhuvudstad). Betoningen av kvantitet framför kvalité i kombination med alkoholförbudet och den stora depressionen i Förenta staterna ledde till att de flesta destillerierna lades ned. Fram till 2004, då Glengyle distillery startades, var blott två destillerier i Campbeltown fortfarande i bruk: Glen Scotia och Springbank. Totalt görs i Campbeltown fem olika varianter av maltwhisky, varav Springbank gör tre: Springbank (lätt rökt, destillerad 2,5 gånger), Longrow (rökig, destillerad 2 gånger) och Hazelburn (orökt, destillerad 3 gånger).

## Kommunikationer
I närheten av staden ligger Campbeltown Airport, som har regelbunden trafikflygförbindelse med Glasgow International Airport.
Till lands är det ganska besvärligt att ta sig till Campbeltown, som ligger nära änden av en lång halvö. I viss utsträckning är orten, i likhet med Inre Hebriderna, beroende av sjö- och luftburna transportmedel. Den har dock vägförbindelse med det övriga skotska fastlandet via A83 (till Tarbert) och A82 (från Tarbert till Glasgow).
Kintyre Express färjor löper mellan Campbeltown och Ballycastle i Nordirland.
Från 1794 till mitten av 1880-talet hade Campbeltown en kanalförbindelse med Machrihanish. Den lades ned vid öppnandet av järnvägen Campbeltown and Machrihanish Light Railway, som i sin tur lades ned 1932.

## Språk
Campbeltown är ett av få samhällen i de skotska högländerna där lågskotska har varit det dominerande språket (och inte skotsk gaeliska) under de senaste seklerna. Det beror på att köpmän från lågländerna slog sig ned i staden på 1600-talet. I dag är engelska (i form av den skotska dialekten) det dominerande språket i staden.